# Shiji
Shiji (Historische verslagen), ook bekend als Taishigong shu (Optekeningen van de hofhistoriograaf), is het eerste Chinese werk dat de gehele Chinese geschiedenis beschrijft. Het boek heeft een buitengewoon grote invloed gehad op de Chinese literatuur in het algemeen en de Chinese historiografie in het bijzonder. Het werk is begonnen door Sima Tan en is na diens dood voltooid door zijn zoon Sima Qian. Het werk vormt zijn magnum opus. De datum van voltooiing is onbekend, maar ligt na 99 v.Chr. Shiji begint bij de Gele Keizer (Huangdi), de eerste van de mythische Vijf Oerkeizers en loopt door tot in de regering van keizer Wudi (r. 140-87 v.Chr.) van de Han-dynastie en tijdgenoot van Sima Qian. Het gehele werk omvat 130 juan en bevatte volgens Sima Qian 526.500 karakters. Het boek diende als voorbeeld voor alle latere officiële dynastieke geschiedenissen en wordt dan ook beschouwd als het eerste werk van die reeks.

## Historiografische vernieuwing
Sima Qian paste een historiografische vernieuwing toe. Behalve annalen (benji), tot dan toe de enige vorm van geschiedschrijving, bevat Shiji ook verhandelingen en exemplarische overleveringen (biografieën). Deze vorm van geschiedschrijving werd naar de belangrijkste componenten jizhuanti (紀傳體, annalen-biografie) genoemd en diende als voorbeeld voor het Boek van de Han en de daarop volgende officiële dynastieke geschiedenissen. Op die manier liep de invloed van de door Sima Qian ontworpen onderverdeling van Shiji door tot aan het begin van de 20e eeuw.

## Bronnen gebruikt door Sima Qian

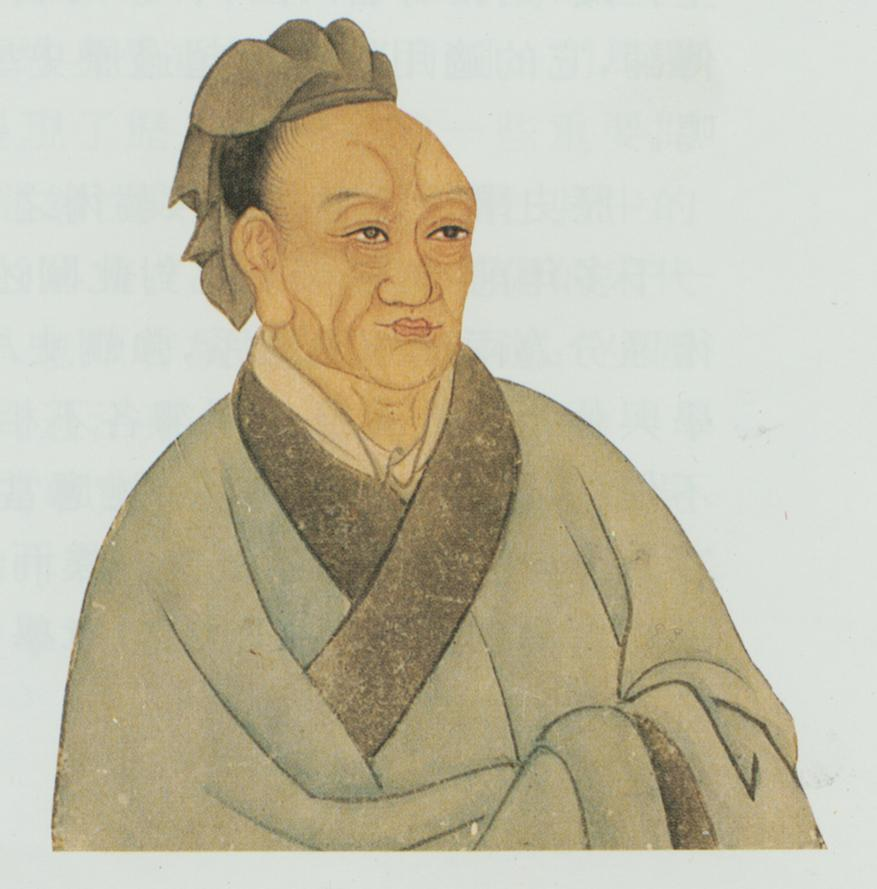
Portret van Sima Qian.

## Voltooiing van het werk

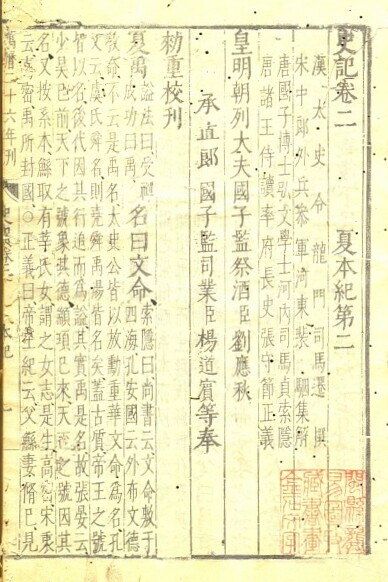
Pagina uit Shiji in een druk uit 1598.